# Aṣẹ (religió)

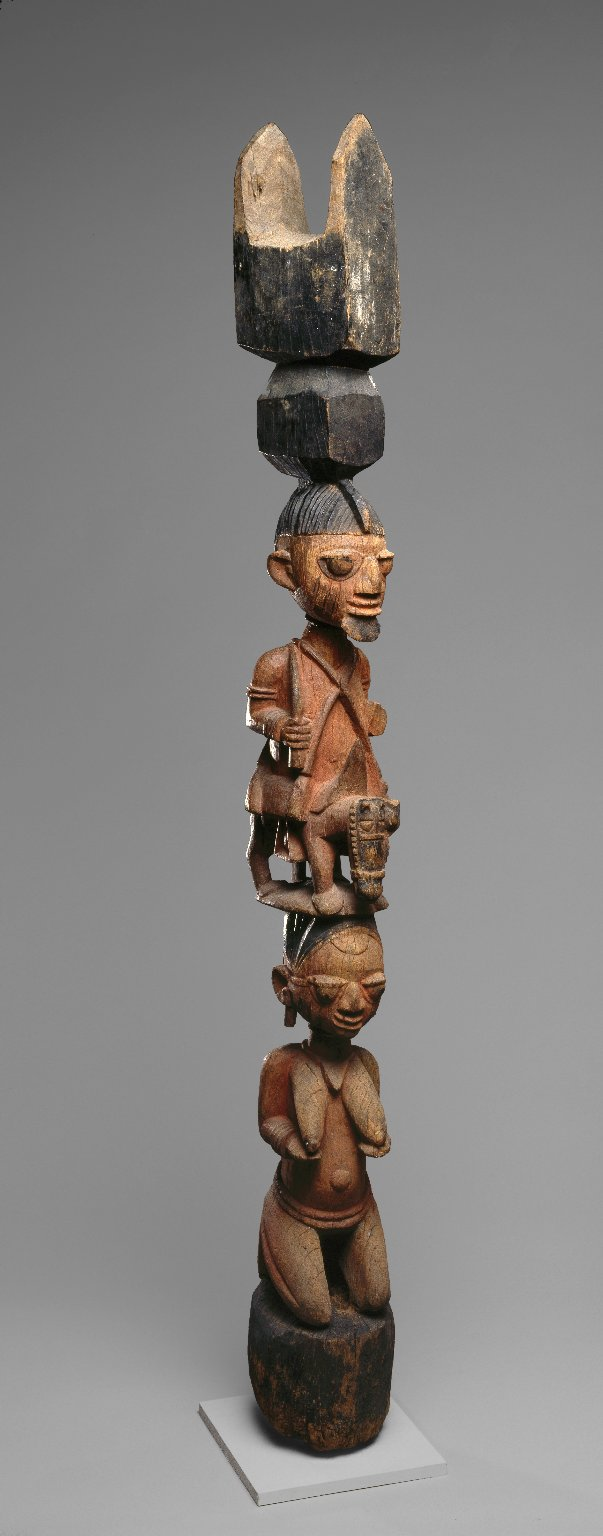
Columna de veranda ioruba, Museu de Brooklyn

Ase o ashe (de Yoruba àṣẹ) és un concepte filosòfic de l'Àfrica occidental a través del qual els iorubes de Nigeria conceben el poder de fer que les coses passin i de produir canvis. És atorgat per Olodumare a totes les coses (déus, ancestres, esperits, éssers humans, animals, plantes, roques, rius i paraules pronunciades en veu alta com cançons, pregaries, elogis, malediccions o, fins i tot, a la conversa quotidiana. La pròpia existència, segons el pensament ioruba, depèn d'ell.
A més de les seves característiques sagrades, l'ase també té ramificacions socials importants, reflectides en les seves traduccions com "poder, autoritat, ordre". Una persona que, a través de l'entrenament, experiència i iniciació, aprèn a usar la força vital de les coses a voluntat és anomenada alaase.
Els rituals per invocar les forces divines reflecteixen aquesta mateixa preocupació per l'ase autònom de les entitats particulars. El reconeixement de la unicitat i autonomia de l'ase de les persones i déus és el que estructura la societat i la seva relació amb l'altre món.

## Ase i l'art ioruba
El concepte d'ase influeix gran quantitat d'arts ioruba. En les arts visuals, el disseny pot ser segmentat o seriat, un "agregat discontinu en què les unitats del conjunt són discretes i comparteixen el mateix valor amb les altres unitats". Tals elements poden ser vists en les safates i bols ifà, les columnes de veranda, portes tallades i màscares tradicionals.

Considerant composició en l'art ioruba com a reflexió del concepte d'ase, Drewal escriu:
| « | Les unitats sovint no tenen cap ordre prescrit i són intercanviables. L'atenció a les unitats discretes del conjunt produeix una forma multifocal, amb canvis de perspectiva i proporció (...) Aquestes composicions (representatives o no) reflecteixen un ordre mundial d'elements estructuralment diferents però autònoms. És un mitjà formal d'organització de poders diversos, no només per reconèixer la seva autonomia, sinó, més important, per evocar, invocar i activar forces diverses, combinar-les i portar-les al món que percebem. Es pot apreciar la importància de la composició segmentada en l'art ioruba si s'entén que l'art i el ritual s'integren entre ells. | » |

## El cap com a receptacle de l'ase
El cap, o ori, revesteix de gran importància en l'art i el pensament ioruba. Quan és retratat a través de l'escultura sovint se'l representa amb una mida de quatre o cinc vegades superior en relació al cos per tal de transmetre que és on es troba l'ase de la persona, així com la com la seva naturalesa essencial o iwa. Els ioruba distingeixen entre l'exterior (ode) i interior (inu) del cap. Ode és l'aparença física de la persona, que pot emmascarar o revelar els aspectes de l'inu.
El cap també enllaça la persona amb l'altre-món. La cerimonia imori (que podria traduir-se com "conèixer el cap") és el primer ritual que es realitza després del naixement d'un nadó ioruba. Durant l'imori, un sacerdot determina si el nadó prové del llinatge matern o patern, o bé d'un orisha particular. Si és el darrer cas, el nadó experimentarà una iniciació als orisha durant la seva vida adulta, durant la qual l'ori inu de la persona esdevé el vaixell espiritual per a l'ase de l'orisha. Per tal de preparar aquestes cerimònies, el cap de la persona és afaitat, banyat i ungit.